# Isoperla longiseta
Isoperla longiseta is een steenvlieg uit de familie Perlodidae. De wetenschappelijke naam van de soort is voor het eerst geldig gepubliceerd in 1906 door Banks.